# 香港單車館

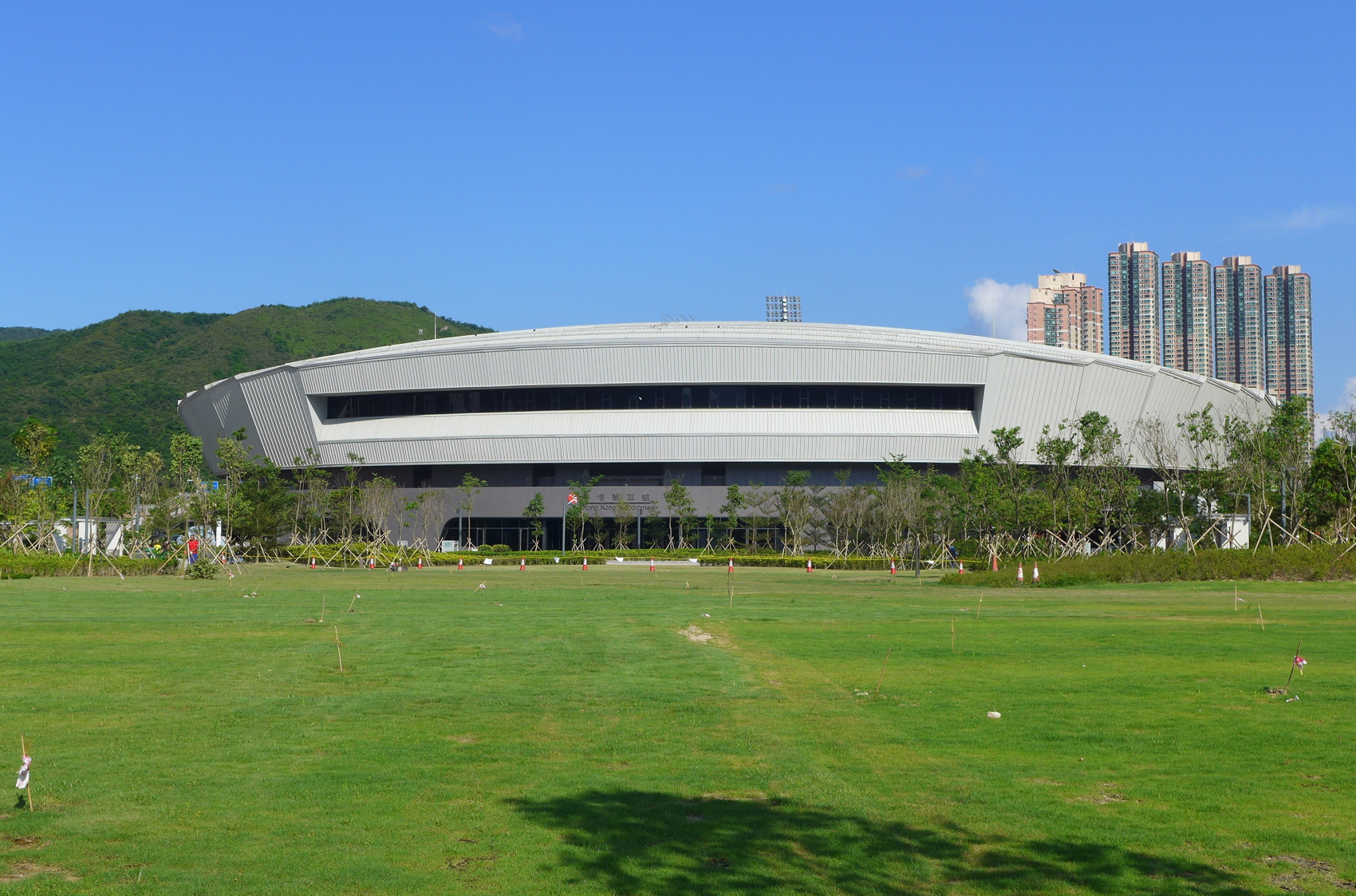
香港單車館外貌

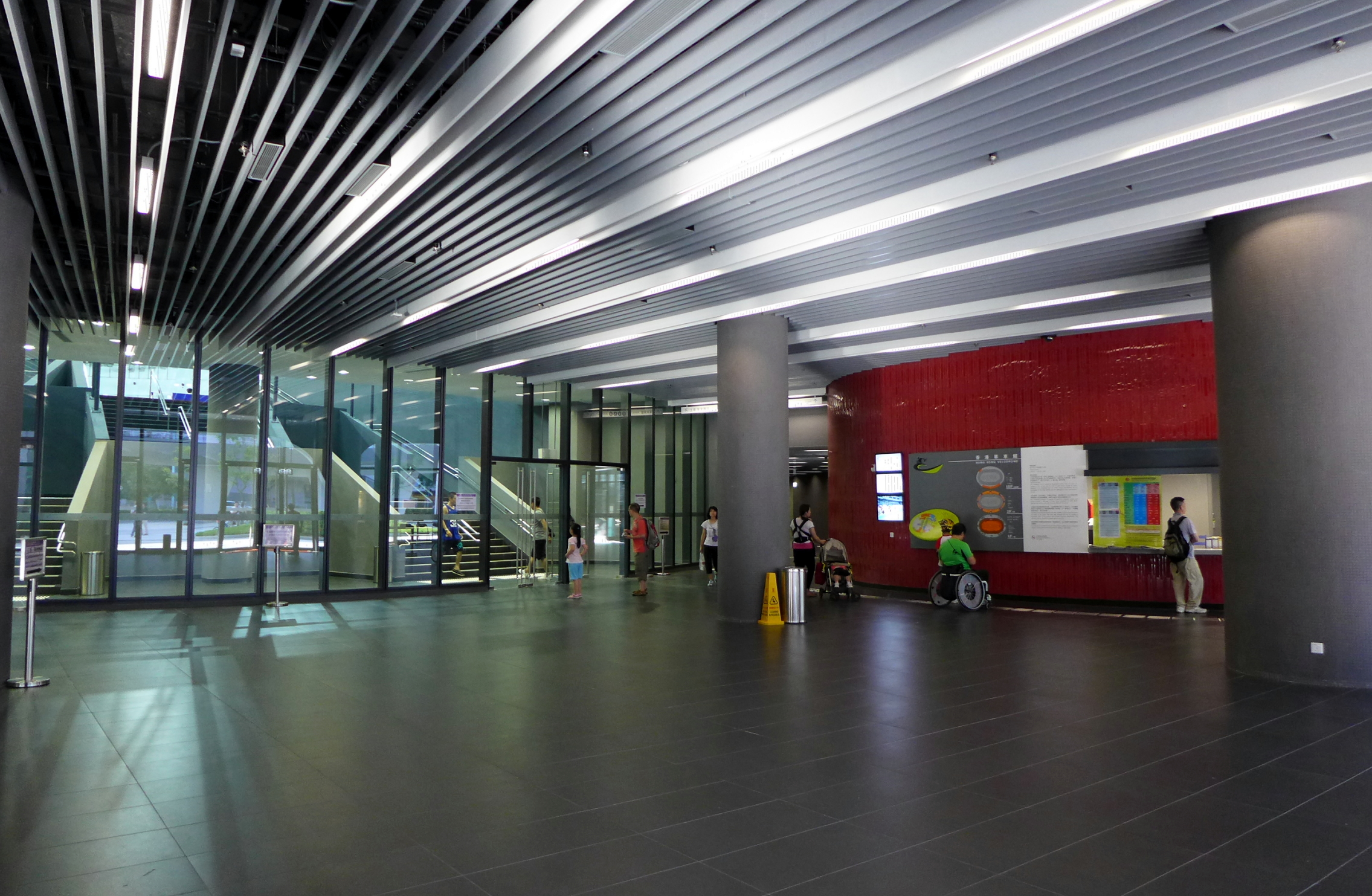
香港單車館入口大堂

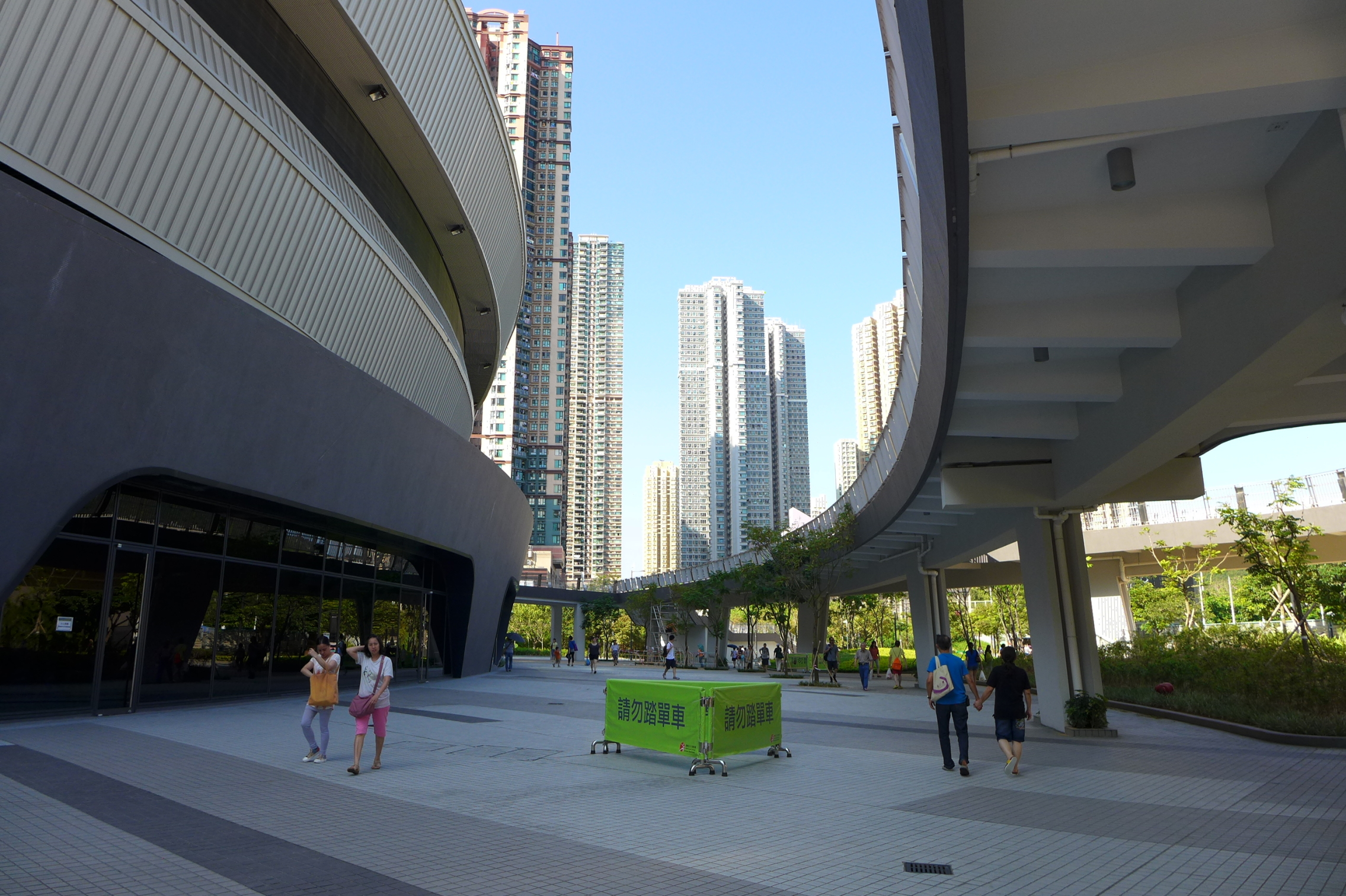
香港單車館館外的交匯處天橋

香港單車館（英語：Hong Kong Velodrome），位於香港新界西貢區將軍澳新市鎮寶康路107號，佔地6.6公頃，旁鄰將軍澳運動場，毗連香港單車館公園。香港單車館於2010年動工，耗資逾11億3千萬港元，於2013年12月30日竣工，於2014年第一季起分階段開放。香港單車館是香港首座擁有單車賽道的室內體育館；康樂及文化事務署聯同香港單車聯會在此舉辦訓練課程，以推廣香港單車運動。

## 設計
香港單車館的外表呈鵝蛋形，鋼結構蓋頂軸長150米，短軸長110米，概念源於單車運動員所佩帶的盔。

### 環境保護
室內單車場及體育館的其中一個特色是引入了環境保護理念，體育館的機電房外有豎立式綠化外牆，採用了光學電系統、太陽能熱水系統及廢水回收系統等等節約能源措施，減少消耗電力；蓋頂上安裝了太陽能電池，以收集能源；蓋頂設計提供了良好的空間感受，例如安裝了天窗，讓公眾於觀眾席能夠享受到天然光；即使在餐廳、兒童遊戲室及健身室等亦會盡量採納天然光。場館內的燈光會因應不同運動的需要，由電腦系統自動調節；空氣調節亦會因應使用人數而自動調較位於賽道下方的智換系統，將冷空氣保持在地面上位置。香港單車館安裝及採用上述設施，預計每年可以節省至少17萬港元電力費用。

## 歷史
香港單車代表隊隊員黃金寶於2006年亞洲運動會單車比賽項目中贏得兩枚金牌後，香港政府民政事務局承諾興建單車訓練及比賽場館。經過數年對西貢區的諮詢，決定於原來計劃興建中央公園的半邊場地興建。計劃於2010年獲得立法會工務小組委員會通過撥款逾11億3千萬港元，工程亦於同年啟動，預計於2013年下半年竣工。

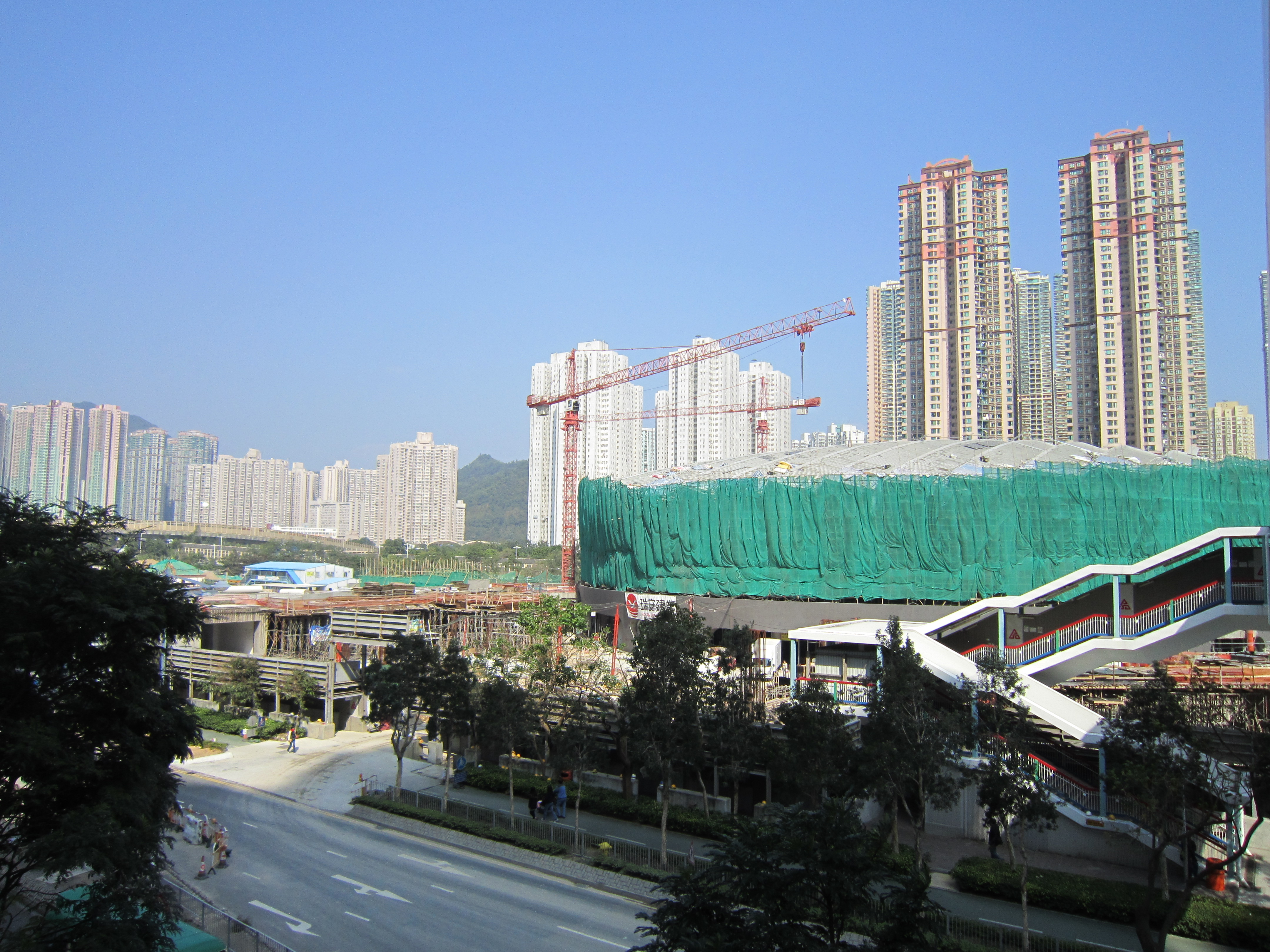
興建中的香港單車館（2012年12月）

2012年11月5日下午2時30分，政務司司長林鄭月娥、康樂及文化事務署署長馮程淑儀、建築署署長梁冠基、民政事務局副秘書長麥敬年、西貢民政事務專員蕭慕蓮、西貢區議會主席吳仕福、香港單車聯會副秘書長洪松蔭、香港單車代表隊總教練沈金康、退役隊員洪松蔭及現役隊員黃金寶和李慧詩出席了將軍澳室內單車場及體育館（興建階段時期名稱；英文：Tseung Kwan O Indoor Velodrome cum Sports Centre）的平頂儀式。
2013年12月30日下午3時，有關部門舉行香港單車館的竣工儀式，由香港單車代表隊隊員李慧詩擔綱，並且示範場地單車爭先賽及凱琳賽，並且進行花式單車表演。
2014年1月10日至12日，香港單車聯會假香港單車館舉辦有線電視香港國際場地盃，為香港首次舉辦大型國際場地單車賽事，此賽事獲國際單車聯盟列為一級賽事。
2014年3月3日，「法國巴黎銀行網球名將交鋒」在將軍澳香港單車館舉行。中國的李娜與澳洲的萨曼莎·斯托瑟、莱顿·休伊特及托馬什·貝爾迪赫一起參賽。
2015年5月5日，國際單車聯會（UCI）日前在其官方網站公布，香港將主辦2016年的場地單車世界盃第三站的比賽，日期為1月16至17日。香港單車聯會主席梁鴻德表示，主辦這一大賽，預計需經費1千萬港元。
2017年4月12日至16日，舉辦「2017年世界單車場地錦標賽」，是首度於香港舉行。香港車手李慧詩再次與「德國女警」禾高展開競爭，最後拿下一面銅牌。

## 設施
香港單車館設有2,000固定及1,000座臨時觀眾座席，而場館中央則可以用作兩座籃球場、兩座排球場、8座羽毛球場，或者進行體操、舞蹈等練習或比賽場地，以至用以舉行會議、講座、展覽及演唱會場地。其他體育設施包括健身室、多用途活動室、乒乓球場、舞蹈室及兒童遊戲室等。體育館內亦預留地方作餐廳、體育用品專賣店舖、其他零售商店、可以供予體育總會及其他團體租用的辦公室、急救室、藥物檢驗室、賽事控制室、洗手間、能夠組合使用的運動員更衣間、更衣室、儲物室、新聞發佈室、記者工作間、車輛上落客貨區、停車場及單車停泊處等等。

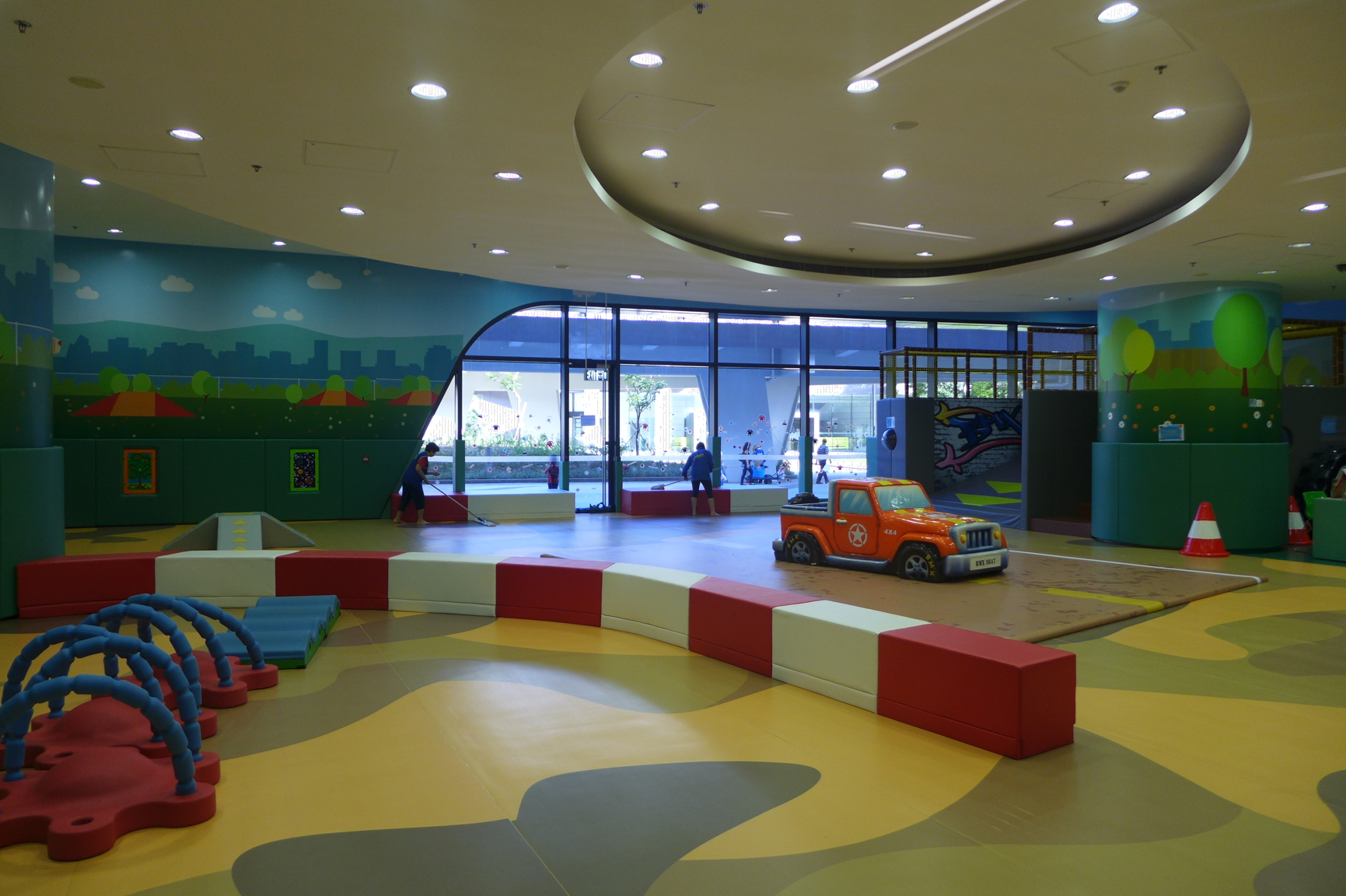
兒童遊戲室
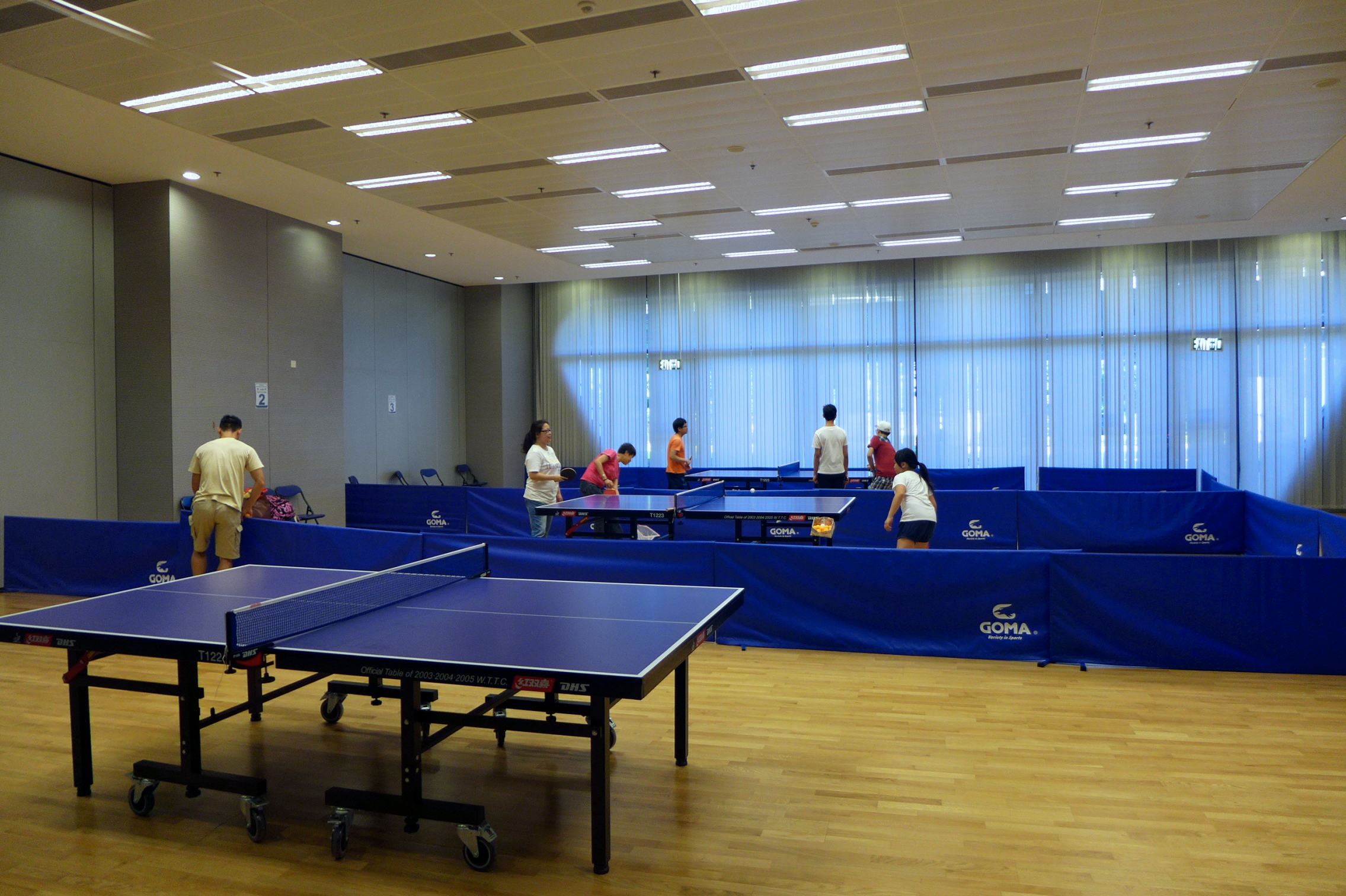
乒乓球場
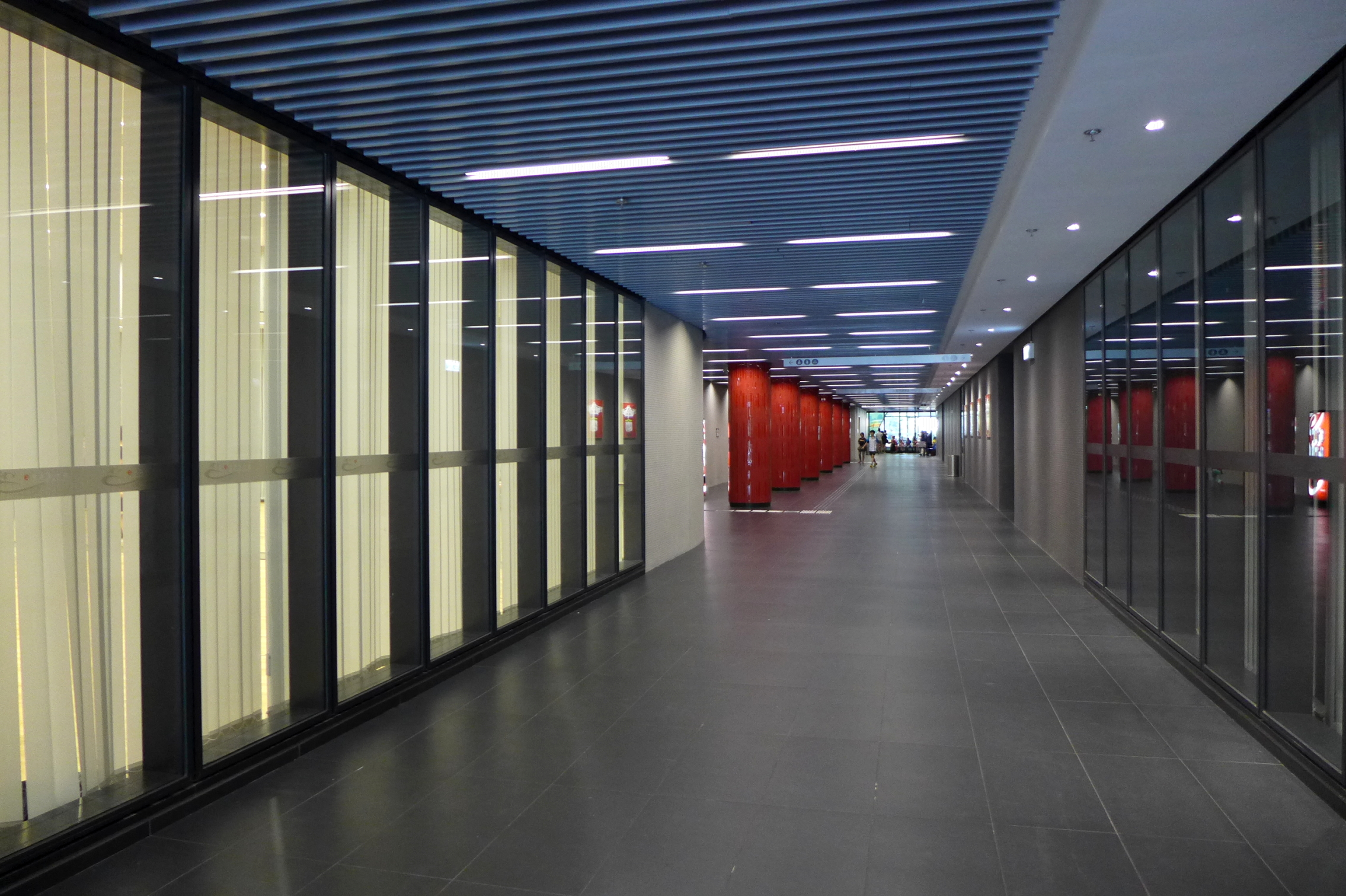
連接至將軍澳運動場通道
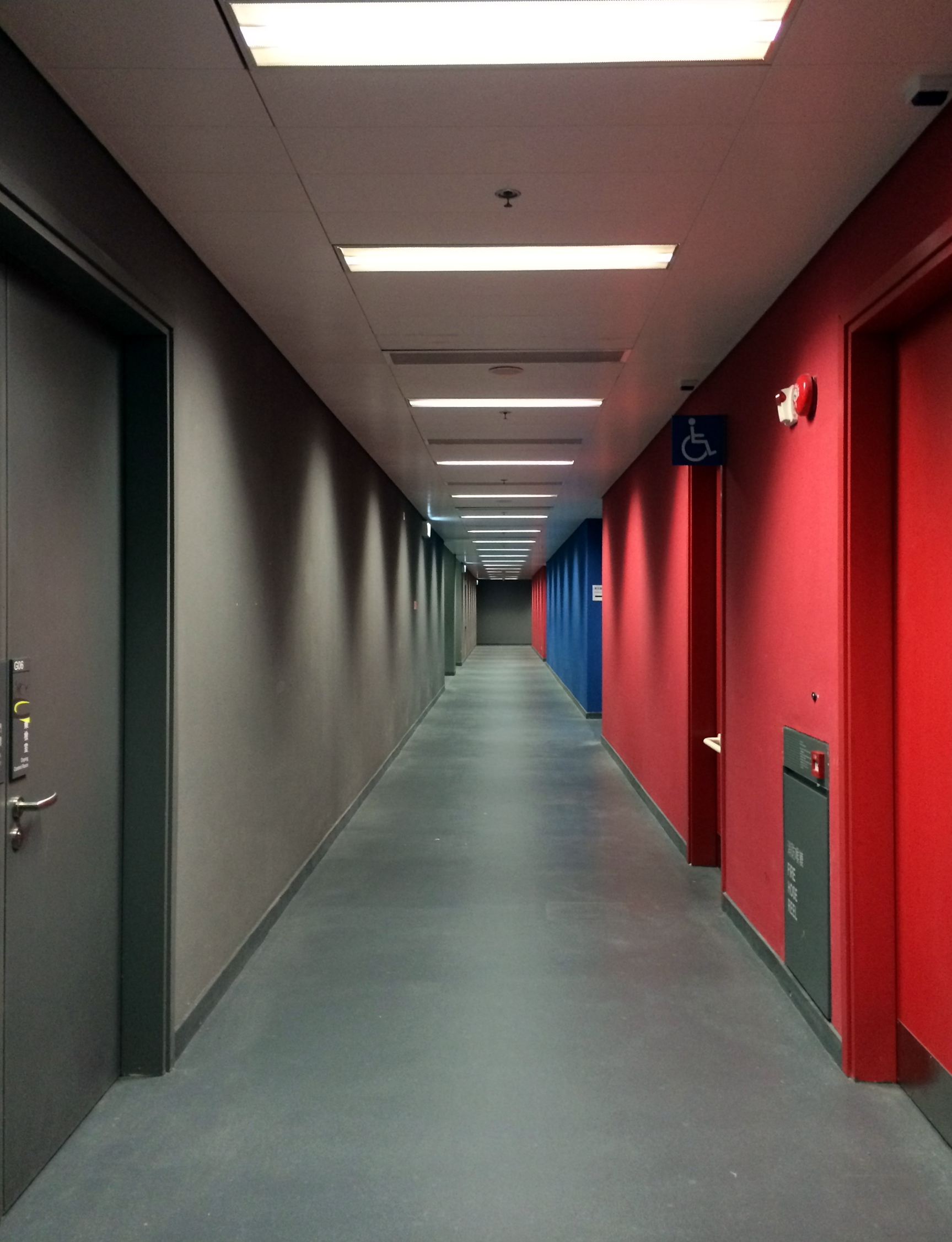
洗手間及更衣室通道

### 賽道
對於香港單車館的賽道設計，建築署實地參考了北京老山單車館及廣州大夫山單車場，又一直與香港單車聯會緊密交流，及諮詢香港單車代表隊總教練沈金康的意見，對於場館賽道的斜度、弧度及衝線直路距離等均盡量配合香港單車運動員的耐力及運動特質而興建，並且確保該條木製單車賽道符合國際單車聯盟舉行世界級賽事標準；其闊7米、長250米。
賽道所使用的木板在德國接受加工，於2012年前運輸來到香港以適應天氣及濕度，及加強耐用性，預計可以至少使用15年或以上。
2013年11月18日，李慧詩、黃蘊瑤和刁小娟等香港單車代表隊隊員親臨香港單車館，並且在賽道上圍繞數圈進行測試，黃蘊瑤對於大部分設施感到滿意，惟表示賽道表面上存在少部份不平坦的地方，她表示相信經過最後打磨階段後，問題可以獲得解決。此外，上述三位運動員和其餘隊友亦接獲通知，將會由廣州改為回到香港，在香港單車館訓練，直至同年12月月初前往墨西哥參加世界盃場地賽為止。

## 開放時間
每日早上7時至晚上11時。

## 爭議

### 館外空地不可以踏單車
有單車愛好者沿著將軍澳單車徑踏單車經過香港單車館時，打算停泊單車，以前往洗手間，唯隨即被保安員阻止，指出香港單車館外的告示、館外的空地不可以踏單車。館外亦掛上十數張「請勿踏單車」橫額，入口卻放置有一家三口踩單車的大型雕塑。

### 使用率低
根據康樂及文化事務署資料顯示，香港單車館自2014年4月月底正式開放至同年12月，總開放時數約3,000小時，僅由專業團體及具備專業資格的公眾人士分別使用了334及219小時，使用率不足兩成。審計署報告更發現多項康體設施使用率，是將軍澳地區6個政府體育館之中最低。

### 啟用7個月即維修
2014年年底，啟用僅7個月的香港單車館被發現單車賽道木板有輕微不平坦的現象，康樂及文化事務署遂進行賽道面層改善工程，於2014年11月20日開始封閉，耗資420萬港元，預算於2015年2月上旬完成。立法會議員王國興質疑香港單車館在使用率低的情況下亦出現賽道毀壞情況，並不尋常，質疑有關部門並未認真驗收香港單車館的工程項目。
2018年11月，審計署報告揭發館內滲水問題嚴重，2013年12月至2018年6月期間，已有129宗滲水個案。而單車館藥檢室內的洗手間假天花板上更出現白蟻巢。

### 嚴重滲水
2019年4月19日黃色暴雨期間，因警鐘誤鳴下系統自動打開天窗，結果賽道水漬處處。香港單車星將李慧詩亦在現場，表示有人在室內撐傘，同時協助職員抹水跡及鋪膠墊。消防到場後證實警鐘誤鳴，將天窗關上。現場其後擺放多部吹風機。而原定在4月21日舉行的「全港室內單車賽第1回合（單車球）」賽事亦會取消。

## 外部連結
- 藝術推廣辦事處 公共藝術計劃 — 將軍澳第45區市鎮公園、室內單車場及體育館
- 康文署為將軍澳區內興建的市鎮公園及體育館徵召藝術作品提案 （页面存档备份，存于）
- 將軍澳第45區市鎮公園、室內單車場及體育館工程設計方案 （页面存档备份，存于）
- 有線寬頻 i-CABLE：香港國際場地盃 Hong Kong International Track Cup （页面存档备份，存于）
- 瑞安建業 建築系－香港單車館項目[]